# شیانگ یانمی
شیانگ یانمی (انگلیسی: Xiang Yanmei؛ زادهٔ ۱۳ ژوئن ۱۹۹۲ ‏(۳۲ سال)) یک وزنه‌بردار زن اهل جمهوری خلق چین است.
وی در مسابقات بین‌المللی در مجموع برندهٔ ۶ مدال طلا، ۱ مدال نقره شده‌است.